# Episodi di Les Mystères de l'amour (ventunesima stagione)
La ventunesima stagione della serie televisiva Les Mystères de l'amour è andata in onda in Francia dal 14 settembre  all'8 dicembre 2019 processo sul canale Telemontecarlo.
In Italia è inedita.
| nº | Titolo originale                  | Titolo italiano | Prima TV Francia  | Prima TV Italia |
| -- | --------------------------------- | --------------- | ----------------- | --------------- |
| 1  | Royale performance                |                 | 14 settembre 2019 |                 |
| 2  | Le goût du danger                 |                 | 15 settembre 2019 |                 |
| 3  | Sous contrôle                     |                 | 21 settembre 2019 |                 |
| 4  | Emprises et surprises             |                 | 22 settembre 2019 |                 |
| 5  | Choc hypnotique                   |                 | 28 settembre 2019 |                 |
| 6  | Préparatifs de fêtes              |                 | 29 settembre 2019 |                 |
| 7  | Mariage en péril, première partie |                 | 29 settembre 2019 |                 |
| 8  | Mariage en péril, deuxième partie |                 | 29 settembre 2019 |                 |
| 9  | le fils du soleil                 |                 | 5 ottobre 2019    |                 |
| 10 | Un monde à sauver                 |                 | 6 ottobre 2019    |                 |
| 11 | L'ombre des démons                |                 | 12 ottobre 2019   |                 |
| 12 | En suivant l’aigle                |                 | 19 ottobre 2019   |                 |
| 13 | Aveux difficiles                  |                 | 20 ottobre 2019   |                 |
| 14 | Par le feu                        |                 | 26 ottobre 2019   |                 |
| 15 | Apocalypse bientôt                |                 | 27 ottobre 2019   |                 |
| 16 | Jamais gagné !                    |                 | 2 novembre 2019   |                 |
| 17 | Besoin d'évasions                 |                 | 9 novembre 2019   |                 |
| 18 | Impair et père                    |                 | 10 novembre 2019  |                 |
| 19 | Amour, bonheur et trahisons       |                 | 16 novembre 2019  |                 |
| 20 | La talisman oublié                |                 | 17 novembre 2019  |                 |
| 21 | Exécution demandée                |                 | 23 novembre 2019  |                 |
| 22 | Gaz mortel                        |                 | 24 novembre 2019  |                 |
| 23 | Raison d’état                     |                 | 30 novembre 2019  |                 |
| 24 | Un amour surprenant               |                 | 1 dicembre 2019   |                 |
| 25 | Surprenante romance               |                 | 7 dicembre 2019   |                 |
| 26 | Soupirs et sentiments             |                 | 8 dicembre 2019   |                 |